# Pieniński Przełom Dunajca

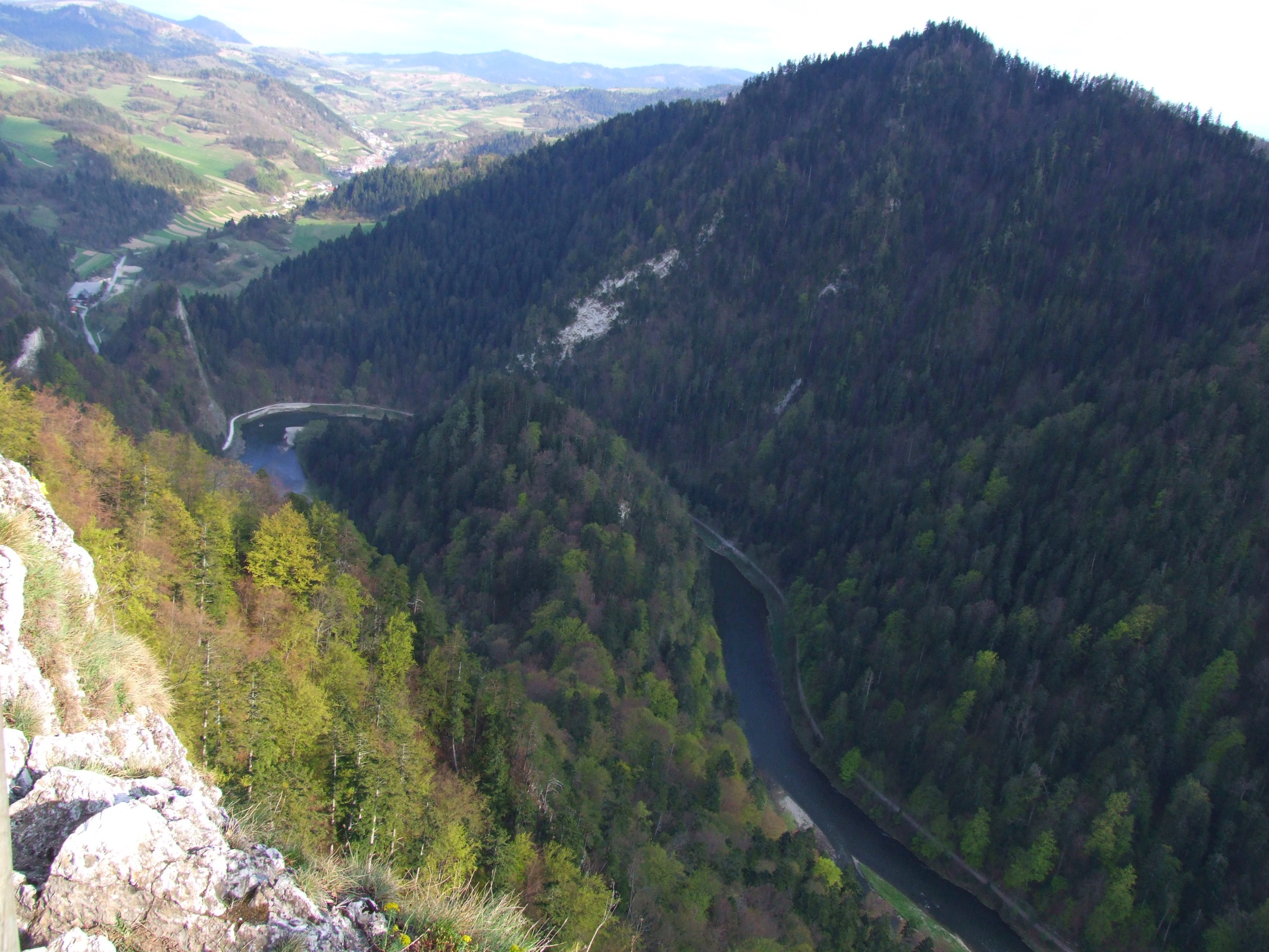
Przełom Dunajca – widok z Sokolicy

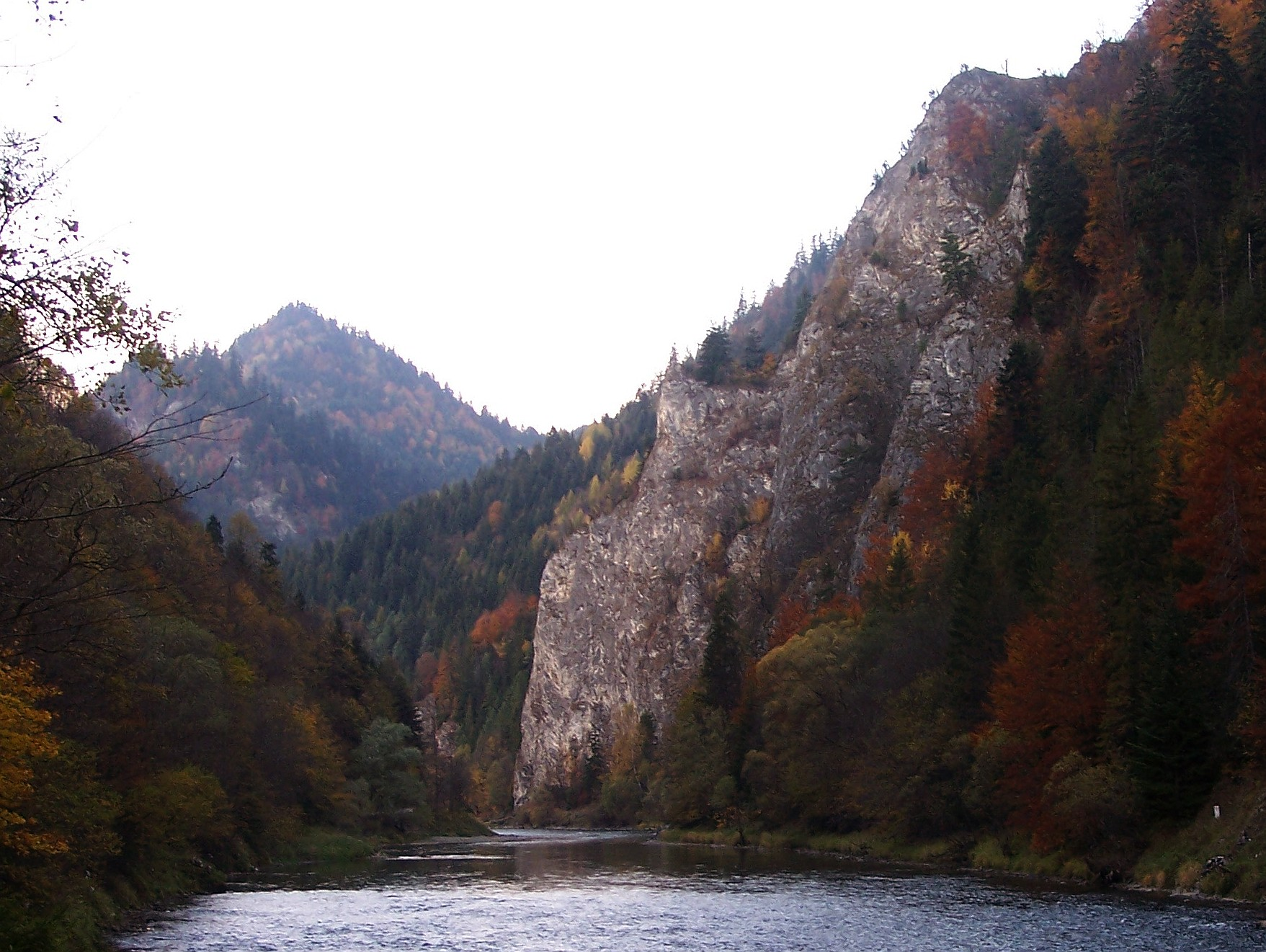
Ostra Skała

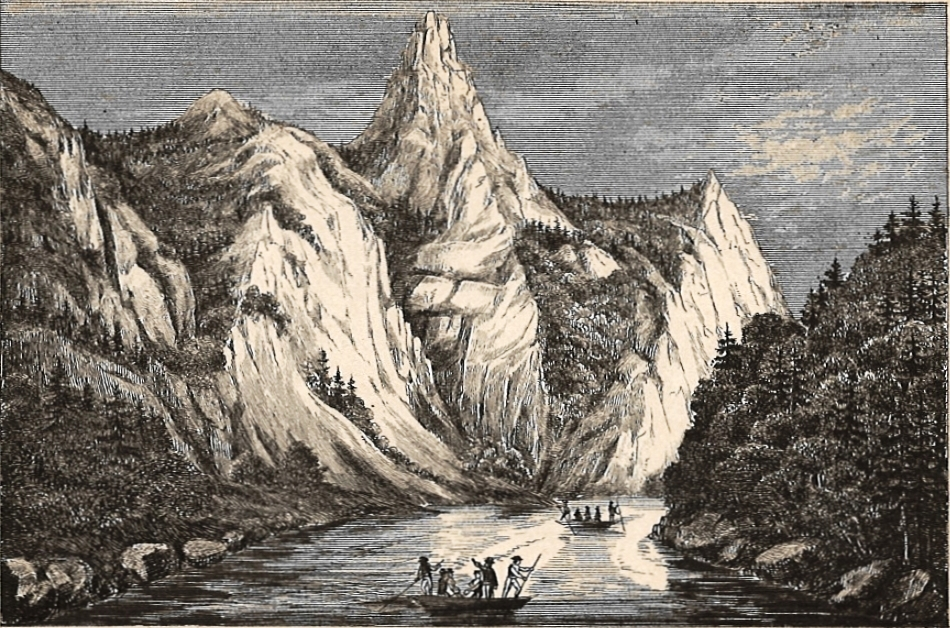
Litografia przedstawiająca spływ Dunajcem (Przewodnik po Szczawnicy, 1869)

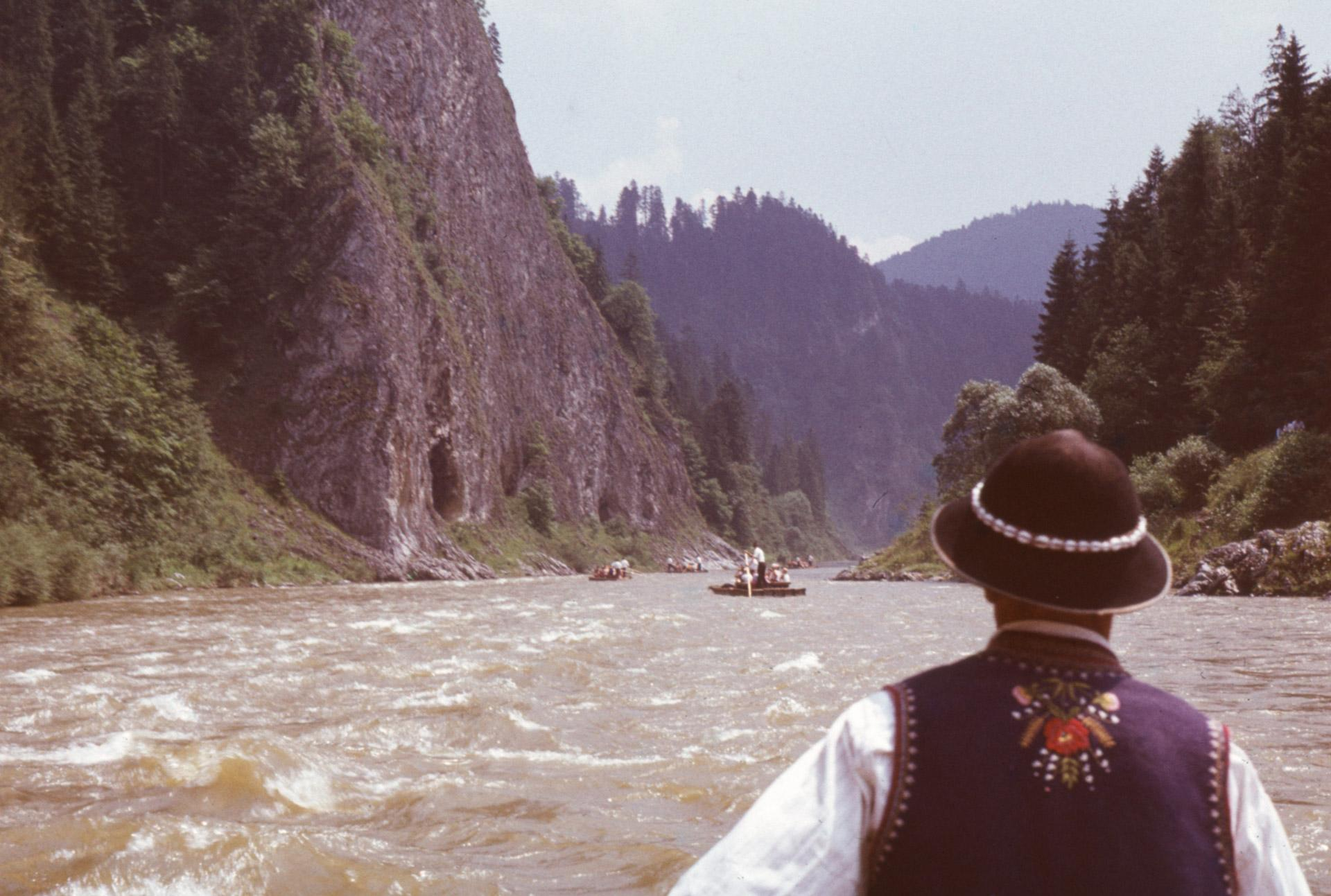
Spływ Dunajcem (1972)

Pieniński Przełom lub Pieniński Przełom Dunajca – przełom rzeki Dunajec przez pasmo górskie Pienin (Pieniny Właściwe), na długości ok. 8 km pomiędzy Sromowcami Niżnymi a Szczawnicą. Rzeka tworzy na tym odcinku wiele zakoli, a ściany skalne osiągają ok. 300 m wysokości. Spływ Pienińskim Przełomem jest atrakcją na skalę europejską.

## Historia
Najstarsze informacje o spływie Pienińskim Przełomem występują na pochodzącej z 1589 roku polichromii w starym kościele w Krościenku. Spływ Przełomem Dunajca przedstawia także pochodząca z XVII wieku ikonografia w Czerwonym Klasztorze. W pierwszej połowie XIX wieku nabrał on znaczenia gospodarczego. W miejscowości Harklowa zwiezione z Tatr i Gorców pnie łączono na Dunajcu w tratwy i spławiano Dunajcem i Wisłą aż do Gdańska, gdzie wykorzystywane były do budowy statków. W Sromowcach na rzece działał urząd podatkowy, a w Szczawnicy i Krościenku dołączano do spławu drzewo z okolic.
Od około 1831 r. spływ Pienińskim Przełomem stał się atrakcją turystyczną, którą upowszechnił Józef Szalay. Łucja Rautenstrauchowa opisuje nocny spływ dłubankami w 1839 r. Odbył się przy słabym świetle kaganków i doszło podczas niego do dramatycznej wywrotki jednej z dłubanek. Wtedy pasażerami flisackich tratw byli najczęściej kuracjusze ze Szczawnicy oraz goście zamku w Niedzicy i dworu w Czorsztynie.
Poniżej urwisk Białej Skały w czerwcu 1960 r. podczas spływu Przełomem Pienińskim wskutek przeciążenia tratwy utopiło się 16 uczniów i flisak, zaś nauczycielka płynąca z innymi uczniami na sąsiedniej tratwie zmarła na atak serca.

## Spływ Pienińskim Przełomem obecnie
Spływ rozpoczyna się w Sromowcach Wyżnych (Kątach), gdzie znajduje się przystań flisacka i pawilon Pienińskiego Parku Narodowego lub w Sromowcach Niżnych i kończy się w Szczawnicy. Czas trwania spływu do Szczawnicy wynosi przeciętnie 2.30 godz., do Krościenka około 2 godz. 45 min. Długość spływu do Szczawnicy wynosi 15 km, do Krościenka o 3,5 km więcej. Spływ organizują także flisacy słowaccy. Jest on tańszy, ale krótszy, kończy się bowiem u ujścia Leśnickiego Potoku.
Obecnie spływ odbywa się nie na pojedynczych i niestabilnych dłubankach, lecz na wykonanych z desek czółnach połączonych w bardziej stabilne tratwy.
Spływ można również odbyć na wypożyczonym sprzęcie takim jak kajaki lub pontony i uczestniczyć w spływie kajakowym lub pontonowym, inaczej nazywanym raftingiem Dunajcem.
Przełom Pieniński można także zwiedzić pieszo lub rowerem. Umożliwia to Droga Pienińska ze Szczawnicy do Czerwonego Klasztoru prowadząca wzdłuż prawego brzegu Dunajca, niemal w całości po słowackiej stronie.

## Opis Pienińskiego Przełomu
Skalne ściany przełomu zbudowane są przede wszystkim z tzw. wapieni pienińskich. Są to białe, bogate w szczątki mikroorganizmów wapienie rogowcowe, które tworzyły się w głębszych partiach zbiornika morskiego na przełomie jury i kredy oraz we wczesnej kredzie (ok. 145–120 mln lat temu).
Geneza Przełomu Pienińskiego, pomimo szeroko zakrojonych badań naukowych, wciąż nie została jednoznacznie wyjaśniona. Najczęściej Przełom Pieniński uznaje się za przełom typu antecedentno-strukturalnego: Pieniny wypiętrzały się na tyle wolno, że meandrująca rzeka zdążyła wciąć się w budujące je skały, wykorzystując różnicę w odporności skał na erozję (przełom antecedentny) oraz dostosowując się do struktur podłoża, głównie licznych uskoków (przełom strukturalny). Według innej teorii duże znaczenie w powstawaniu przełomu mogła odegrać erozja wsteczna niektórych późnoneogeńskich rzek karpackich (pra-Dunajca) – wówczas można mówić o przełomie typu regresyjnego. Przyjmuje się, że przełom tworzył się od miocenu po pliocen.
Dunajec dwukrotnie przekracza Pieniny. Powyżej przepływa przez nie Przełomami Czorsztyńskim i Niedzickim w miejscu obecnego Jeziora Czorsztyńskiego.